# Château de Mesléan
 (septembre 2016).
Si vous disposez d'ouvrages ou d'articles de référence ou si vous connaissez des sites web de qualité traitant du thème abordé ici, merci de compléter l'article en donnant les références utiles à sa vérifiabilité et en les liant à la section « Notes et références ».
Le château de Mesléan (ou Mezléan) est situé dans la commune de Gouesnou, dans le département du Finistère, en France. Ses vestiges, constitués essentiellement de l'ancienne façade de l'édifice, sont privés et occasionnellement visitables.
Il est inscrit monument historique le 16 avril 1975.

## Présentation

### Localisation
Le château se trouve à environ 1,5 km au sud du bourg de Gouesnou, le long de la route départementale D788 qui mène à Brest.

### Histoire

#### Temps modernes
Le château de Mesléan est une ancienne place forte en granit construite aux XVIe et XVIIe siècles. Il porte le nom d'une famille noble bien implantée à Gouesnou. Une généalogie de la maison de Kersauzon mentionne ainsi, au début du XVe siècle, le mariage d'un « François Rivoalen, seigneur de Mesléan en Goueznou ». Les armoiries sont ainsi décrites : « D'argent, au chevrons de gueule, accompagnée de trois chevrons de même ».

#### État du château auXIXesiècle
Le Chevalier de Fréminville écrit en 1844 que le petit château de Mesléan, dont la façade présente un portail défendu par une galerie à créneaux et machicoulis , flanqué de deux tours rondes, mais que « les bâtiments intérieurs sont tout-à-fait ruinés ».

### Architecture
Seule subsiste aujourd'hui du château sa façade restaurée comportant une grande et une petite porte d'entrée, une tour adjacente partiellement en ruine du côté droit, et une tour latérale à l'extrémité de la façade, côté gauche. L'extérieur est doté de mâchicoulis. La courtine reliant les deux tours est recouverte de dalles de granit, et percée de fenêtres et des meurtrières. Elle devait initialement être recouverte d'un toit double pente en ardoise. Sur l'arrière subsistent des façades d'anciens bâtiments sur lesquels on peut voir notamment d'anciennes cheminées sculptées. 